# Acoustic by Candlelight
Acoustic by Candlelight: Live on the Born Free Tour is het eerste livealbum van actrice/zangeres Kerry Ellis en Queen-gitarist Brian May. De nummers werden opgenomen tijdens de eerste leg van hun "Born Free Tour" in november 2012.

## Tracklist
| Track | Titel                                    | Originele artiest                                     | Lengte |
| ----- | ---------------------------------------- | ----------------------------------------------------- | ------ |
| 1     | Born Free                                | Matt Monro                                            | 3:17   |
| 2     | I Loved a Butterfly                      | Queen + Paul Rodgers (als "Some Things That Glitter") | 4:48   |
| 3     | I (Who Have Nothing)                     | Ben E. King                                           | 3:44   |
| 4     | Dust in the Wind                         | Kansas                                                | 4:21   |
| 5     | The Kissing Me Song                      | Kerry Ellis & Brian May                               | 4:25   |
| 6     | Nothing Really Has Changed               | Virginia McKenna*                                     | 4:55   |
| 7     | Life Is Real                             | Queen (als "Life Is Real (Song for Lennon)")          | 4:30   |
| 8     | The Way We Were                          | Barbra Streisand                                      | 3:43   |
| 9     | Something                                | The Beatles                                           | 4:31   |
| 10    | Love of My Life                          | Queen                                                 | 4:37   |
| 11    | I'm Not That Girl                        | Wicked (musical)                                      | 3:25   |
| 12    | I Can't Be Your Friend                   | Kerry Ellis & Brian May                               | 4:31   |
| 13    | In the Bleak Midwinter                   | traditioneel kerstlied                                | 3:44   |
| 14    | Crazy Little Thing Called Love           | Queen                                                 | 3:46   |
| 15    | No-One but You (Only the Good Die Young) | Queen                                                 | 6:04   |

* "Nothing Really Has Changed" is geschreven door Virginia McKenna in de jaren 80, maar niet door haar opgenomen.